# Rodopa Smoljan
FK Rodopa Smoljan, auch FK Rodopa Smolyan (ФК Родопа Смолян) ist ein bulgarischer Fußballverein aus Smoljan.

## Allgemeines
Der Verein wurde 1927 als erster Fußballverein der Stadt gegründet.
Zur Saison 1965/66 war der Aufstieg in die B Grupa geglückt und die Saison wurde als Tabellenzwölfter der Gruppe Süd abgeschlossen. Es folgten die Plätze 5, 11, 8, 13, 12 und 6. Die Saison 1972/73 in der B Grupa schloss Smoljan dann in der Gruppe Süd als Vorletzter ab, was den Abstieg in die W Grupa bedeutete. Bereits 1974 glückte der erneute Aufstieg. In der Saison 1976/77 wurde mit Platz 4 die beste Ligaplatzierung erreicht. Der Ligaverbleib konnte in der Saison 1980/81 nur durch eine bessere Tordifferenz erreicht werden, 1983 folgte dann aber doch, diesmal aufgrund der schlechteren Tordifferenz, der Abstieg aus der B Grupa.
In der Saison 2002/03, der Verein war gerade unter dem ehemaligen bulgarischen Nationalspieler Voyn Voynov aufgestiegen, konnte Smoljan als Meister der B Grupa in die A Grupa aufsteigen. Es folgten die Plätze 10, 13 (bis Mitte 2006 unter Angel Stankov) und 12 (bis Ende 2006 unter Pavel Panov und anschließend wieder unter Voynov). Am Ende der Saison 2006/07 stand aber als Vorletzter der Abstieg zurück in die B Grupa an. Hier übernahm 2009 wieder Stankov das Traineramt.
In der Winterpause der Saison 2009/10 wurde der Verein aus finanziellen Gründen aus der Gruppe Ost der B Grupa ausgeschlossen und musste in die W Grupa absteigen. Ein erneuter Aufstieg war bis jetzt nicht möglich. Die Saison 2020/21 wurde auf dem neunten Platz der Gruppe Süd in der Treta liga, der ehemaligen W Grupa, abgeschlossen.

## Sportliche Erfolge
- Amateur-Pokalsieger (1998)
- Bulgarischer Pokal-Viertelfinale (2003/04)[3]

## Bekannte Personen
- Mihail Madanski: 1982 Jugendtrainer im Verein
- Zahari Sirakov: 2003 als Abwehrspieler im Verein
- Iwan Pawlow: 2004/05 als Mittelfeldspieler im Verein
- Kalin Schtarkow: von 2004 bis 2006 als Abwehrspieler im Verein
- Kostadin Djakow: von 2005 bis 2006 als Mittelfeldspieler (Leihe) im Verein
- Ljuben Nikolow: von 2005 bis 2006 als Innenverteidiger (Leihe) im Verein
- Kamen Chadschiew: bis 2008 als Jugendspieler im Verein
- Zdravko Chavdarov: von 2017 bis zu seinem Karriereende 2018 als Torwart im Verein, anschließend bis Ende 2018 als Torwarttrainer im Verein